# Hexbeam

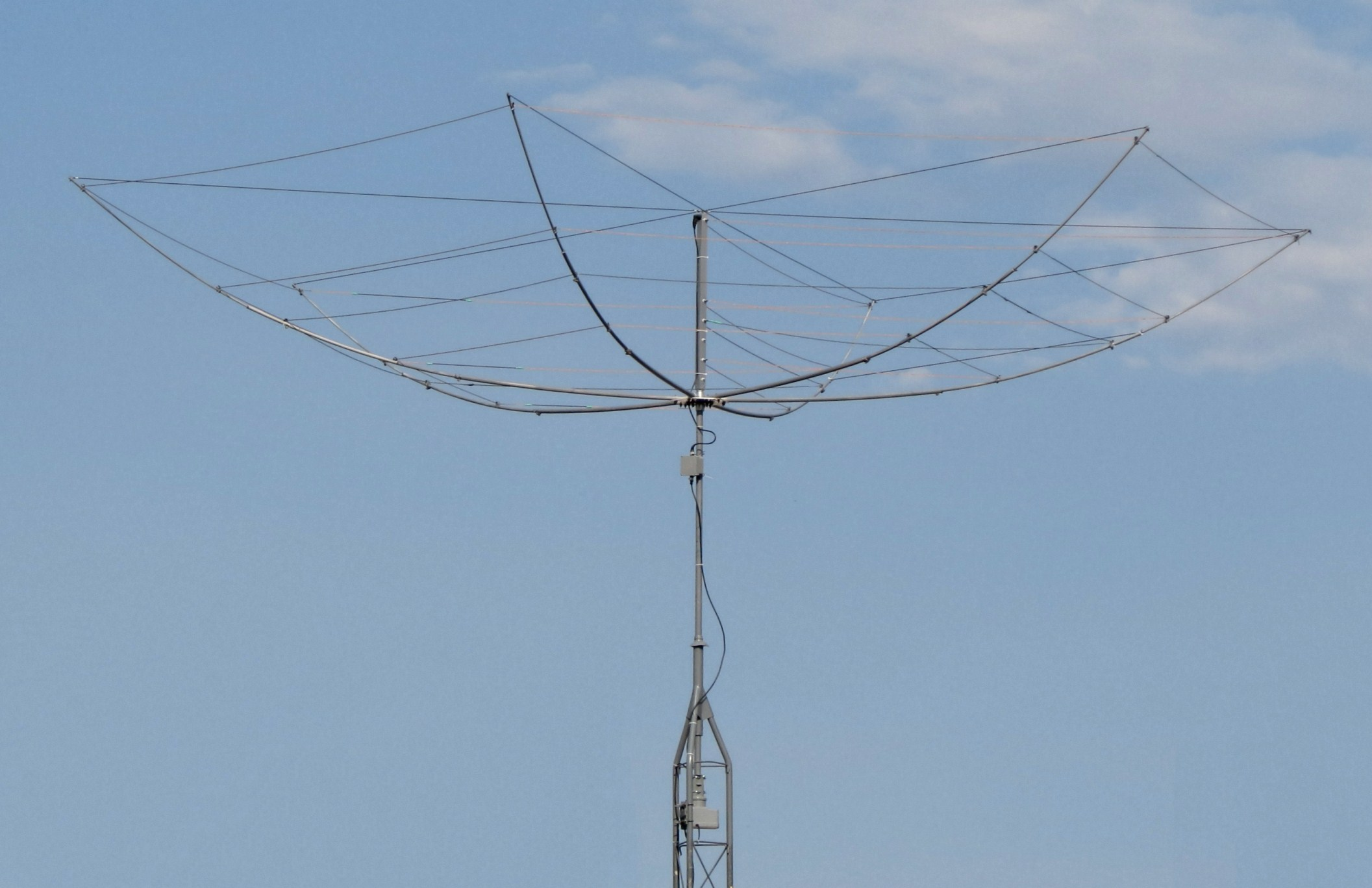
Hexbeam bei einer Amateurfunkstation

Ein Hexbeam, auch Hexagonal-Beam oder Upside-Down Umbrella, ist eine Bauform einer Richtantenne für Kurzwelle, welche insbesondere im Amateurfunksektor Anwendung findet. Da die Antenne sechseckig ist, wird sie als Hexbeam bezeichnet. Sie ist auch bekannt als W-Antenne, da Antennenelemente eine W-Form aufweisen. Die Bauform sieht vereinfacht wie ein nach oben gedrehter Regenschirm aus.
Die Antennenbauform stellt eine abgewandelte Form der Yagi-Uda-Antenne dar. Sie besteht aus einem W-förmigen Dipol und einem Reflektor. Wie bei der Moxon-Antenne fehlen die Direktoren. Ihr Antennengewinn liegt zwischen 5 dBi und 6 dBi, die Vorwärts/Rückwärtsdämpfung beträgt bis zu 20 dB.
Für Kurzwelle wird der Hexbeam mit sechs Armen aus nicht leitenden Materialien wie z. B. Fiberglas- oder Kunststoffrohren gebaut, an denen dann die metallischen Antennenelemente aus Drähten isoliert angebracht werden. Ursprünglich waren hier zwei W-förmige Antennenelemente angebracht. Diese Antenne wird von Mike Traffie, N1HXA, 1996 erstmals vorgestellt. Steve Hunt, G3TXQ, untersuchte diesen Classic-Hexbeam, da es widersprüchliche Erfahrungen von Benutzern und Selbstbauern zu Antennengewinn, Bandbreite und der Vorwärts/Rückwärtsdämpfung gab. Hunt veröffentlichte seine Verbesserungen im Dezember 2007 im Online-Magazin AntennaX als Broadband Hexbeam. Hunt veränderte die Abmessungen und Form der Antennenelemente. So ist beim Broadband Hexbeam der Strahler noch in W-Form ausgeführt, der Reflektor hingegen hat eher eine U- oder Halbkreisform.
Funkamateure bauen den Hexbeam gerne als Mehrbandantenne, um verschiedene Frequenzbereiche abzudecken. Beliebt sind die Kombinationen für 20-m-, 15-m- und 10-m- (3-Band) und die Kombination für 20-m-, 17-m-, 15-m-, 12-m- und 10-m-(5-Band)-Amateurfunkbänder. Auch für das 40-m- und 30-Meter-Band werden Hexbeams gebaut. Die Antennenelemente (Drähte) für das niedrigste Frequenzband befinden sich im Außenbereich. Beim Bau von Mehrband-Hexbeams ist der vertikale Abstand der einzelnen Elemente kritisch. So beeinflussen sich die Elemente eine Mehrband-Hexbeams gegenseitig und wenn die Elemente nicht parallel verlaufen, werden Parameter der Antenne unerwünscht verändert.